# Justice d'Atlanta
Le Justice d'Atlanta (Atlanta Justice) était une franchise de basket-ball féminin de la ville d'Atlanta, appartenant à la NWBL. La franchise a disparu en 2002.

## Historique
La franchise a disputé simplement 2 saisons dans la ligue, remportant le premier titre de la NWBL Pro League par la même occasion.

## Palmarès
- Vainqueur de la NWBL : 2001